# IC 5341
IC 5341 је елиптична галаксија у сазвјежђу Пегаз која се налази на листи објеката дубоког неба у Индекс каталогу.
Деклинација објекта је + 26° 59' 8" а ректасцензија 23h 38m 26,7s. Привидна величина (магнитуда) објекта IC 5341 износи 14,7 а фотографска магнитуда 15,7. IC 5341 је још познат и под ознакама MCG 4-55-35, CGCG 476-87, NPM1G +26.0537, DRCG 37-58, PGC 71981.